# Christianae reipublicae
Christianae reipublicae ist der Titel einer an die Metropoliten und Bischöfe gerichteten Enzyklika Papst Clemens’ XIII. Sie wurde am 25. November 1766 veröffentlicht und trägt den Untertitel Über die Gefahren christenfeindlicher Schriften.
In seiner Enzyklika über die christliche Gemeinschaft und die Gefahren christenfeindlicher Schriften für diese Gemeinschaft bezeichnete Clemens XIII. die Herausgeber solcher Schriften als Pestilenz und verglich sie mit Schlangen, die ihr Gift in den Kelch von Babel träufeln ließen. Sie leugneten Gott, der sich überall offenbare und ihnen täglich vor Augen träte, nicht aus Stumpfheit des Geistes, sondern aus schierer Verderbtheit heraus. Die unachtsame Seele werde durch süße Reden verführt und erkenne daher nicht das Gift, das ihn töte.
Clemens XIII. forderte abschließend die Bischöfe auf, mit all ihrer Kraft im Kampf dagegen einzutreten. Viele Bischöfe hätten sich bereits voll Eifer und wachsam gezeigt und nicht zugelassen, dass sich einfache Menschen in Gegenwart von Schlangen ruhig niederlegten.